# Earcatcher
Ein Earcatcher (deutsch etwa: Ohrenfänger) ist ein Soundelement oder ein Werbeslogan, das die Aufmerksamkeit des Zuhörers erregen soll. Der werbesprachliche Begriff ist angelehnt an den "Eyecatcher" (deutsch: Blickfang).
Die Begrifflichkeiten unterscheiden sich jedoch wesentlich, da sich der Earcatcher ausschließlich auf die Auditive Wahrnehmung des Konsumenten konzentriert. Zudem wird er häufig als ein einleitendes Element in Diskussionen und Debatten verwendet.
Earcatcher können einerseits Verpackungselemente wie Bumper, spezielle Soundeffekte oder Drop Ins sein. Andererseits kann auch schon der inhaltliche Mitteilungswert einer (Nachrichten-)Meldung oder eines Spots starkes Interesse auslösen und wird so zum Earcatcher.